# Leyes de Toro

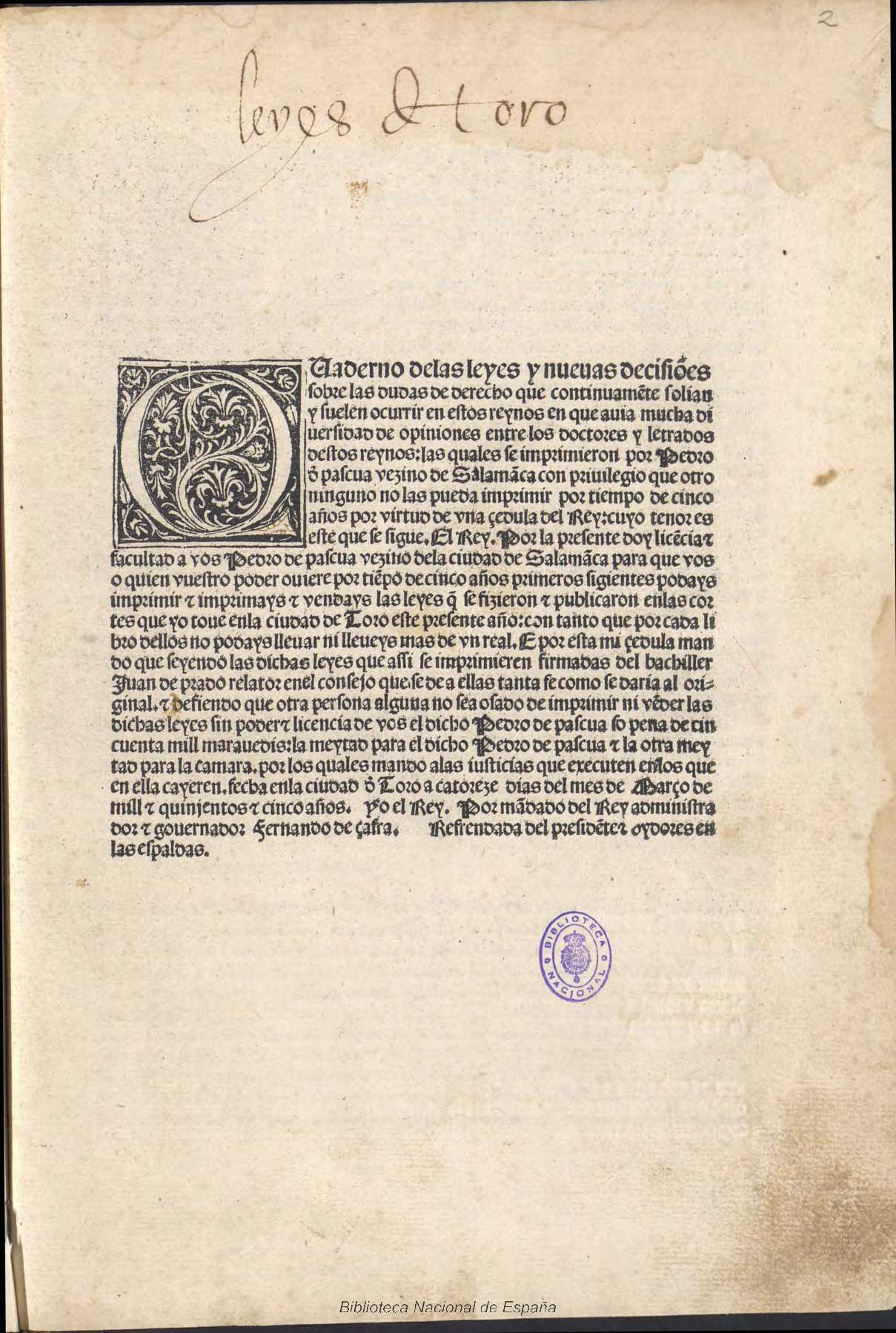
Quaderno de las Leyes de Toro de 1505.

Las Leyes de Toro de 1505 son el resultado de la actividad legislativa de los Reyes Católicos, fijada tras la muerte de la reina Isabel con ocasión de la reunión de las Cortes en la ciudad de Toro en 1505 (Cortes de Toro), en un conjunto de 83 leyes promulgadas el 7 de marzo de ese mismo año en nombre de la reina Juana I de Castilla.
La iniciativa de esta tarea legislativa había partido del testamento de Isabel la Católica, a partir del cual se creó una comisión de letrados entre los que estaban el obispo de Córdoba y los doctores Díaz de Montalvo (que previamente había recopilado el Ordenamiento de Montalvo de 1484), Lorenzo Galíndez de Carvajal y Juan López de Palacios Rubios. Se estableció para compensar y atraer la lealtad de los nobles, por el cual el patrimonio de las familias nobles debería pasar intacto al primogénito. 

## Contexto histórico

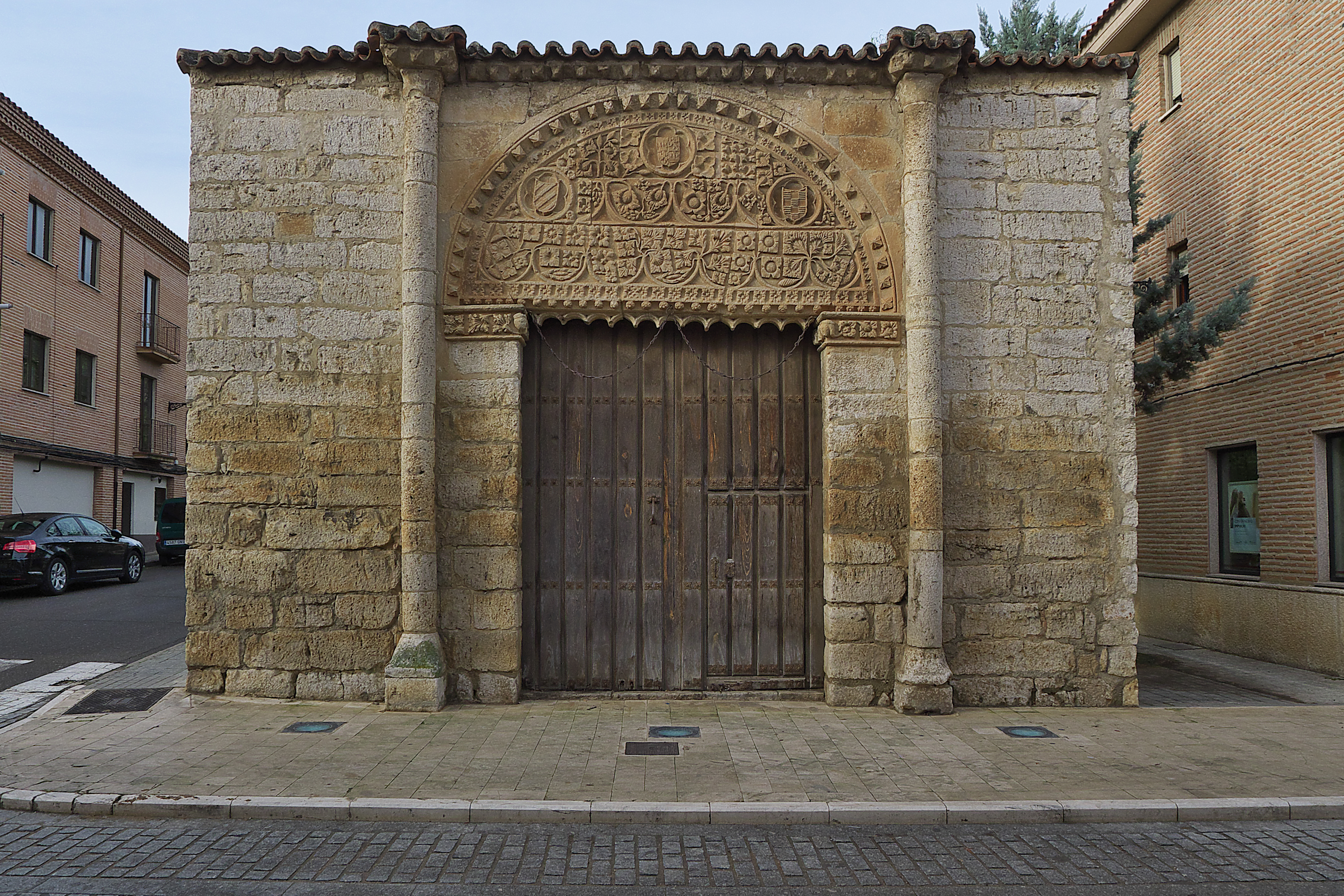
Palacio de las Leyes de Toro. Toro (Zamora).

La reina titular de la Corona de Castilla y León en ese momento era Juana, pero se encontraba en Flandes, donde el 15 de septiembre de 1505 dio a luz a una hija. El gobierno de la Corona, según el testamento de Isabel la Católica, era ejercido por Fernando. Antes de la llegada de Juana a Castilla y León, en la Concordia de Salamanca (24 de noviembre de 1505) se acordó la continuidad del gobierno de la Corona por Fernando, reconociendo como reyes tanto a Juana como a su marido, Felipe el hermoso. Desde la Concordia de Villafáfila (27 de junio de 1506) quedó Felipe como gobernante único al ser declarada incapaz Juana y consentir Fernando en retirarse a la Corona de Aragón; pero al poco tiempo murió (25 de septiembre de 1506), y Fernando el Católico retomó el gobierno en la Corona de Castilla y León como regente en nombre de su hija.

## Interpretación jurídica
La interpretación jurídica de las Leyes de Toro suele hacerse en el sentido de que ordenan la aplicación y recogen y actualizan el corpus legislativo de la Corona de Castilla y León durante toda la Edad Media. Heredero del gótico Fuero Juzgo (Liber Iudiciorum) y la recepción del Derecho Romano justinianeo (Ius Commune o derecho común) a partir de la Baja Edad Media, especialmente el Código de las Siete Partidas de Alfonso X el Sabio y el Ordenamiento de Alcalá; al mismo tiempo que lo coordinaba con los fueros municipales y los privilegios nobiliarios y eclesiásticos, aclarando las contradicciones existentes entre todos ellos. 
Se componen de 83 preceptos o leyes, sobre diversas cuestiones, especialmente de Derecho Civil, derecho sucesorio, derecho matrimonial, Derecho Procesal, derechos reales y de obligación, y finalmente, materias de Derecho Penal.

## Trascendencia
Posiblemente la mayor trascendencia de las Leyes de Toro sea la regulación del mayorazgo, cuyo significado social fue garantizar el predominio social de las familias de la alta nobleza vencedoras de las guerras civiles castellanas durante todo el Antiguo Régimen.
Las Leyes de Toro fueron la base de las siguientes recopilaciones legislativas (Nueva Recopilación y Novísima Recopilación), que a su vez estuvieron vigentes hasta la promulgación del Código Civil, en 1889.
La Leyes de Toro derogan la Pragmática de Madrid. 
Su importancia e interés han suscitado la atención y el estudio de los más célebres jurisconsultos de España. 
Algunas de las Leyes de Toro, como la 41 sobre usucapión de títulos nobiliarios, siguen vigentes hoy en día, según la jurisprudencia del Tribunal Supremo.